# Martin Vaughn-James
 (novembre 2018).
Martin Vaughn-James, né à Bristol le 5 décembre 1943 et mort le 3 juillet 2009 à Saint-Roman-de-Malegarde (Vaucluse), est un peintre, illustrateur et auteur de bande dessinée britannique.
Après avoir séjourné à Londres, Montréal, Tokyo et Paris, il a longtemps vécu à Bruxelles.
Illustrateur davantage qu'auteur de bandes dessinées au sens traditionnel, il a cependant publié quelques ouvrages pouvant correspondre à l'idée de roman graphique. Notamment quatre titres datant de l'époque où il résidait au Canada : Elephant (1970), The Projector (1971), The Park (1972) et The Cage (1975). C'est ce dernier, récit déconstruit sous l'influence du nouveau roman et d'Robbe-Grillet, labyrinthe graphique sans personnage, qui a le plus fait pour sa notoriété. La Cage a connu plusieurs éditions en français, la plus récente ayant paru à l'enseigne des Impressions Nouvelles (2006), et a fait l'objet d'une monographie, La construction de la cage par Thierry Groensteen (Impressions Nouvelles, 2002). Il a publié ensuite L'Enquêteur et Chambres noires, deux autres renouvellements du récit graphique.
À partir du milieu des années 1980, Martin Vaughn-James s’est consacré principalement à la peinture, exposant régulièrement en France, en Belgique et en Allemagne des toiles où ses préoccupations narratives s'exprimaient d'une autre façon. Il est cofondateur avec Hastaire du  Groupe Mémoires (2000) composé de Kleinmann, Yuri Kuper, Boris Zaborov, Lydie Arickx...

## Biographie
Fils de Clifford Howard James, instituteur itinérant et de Kathleen Florence Stevens, il naît à Bristol en Angleterre le 5 décembre 1943. Sa famille et lui s'expatrient Australie à partir de 1958 où il étudie pendant quatre ans à la National Art Shool of Australia, East Sydney. Le 3 mai 1967 il épouse Sarah Mac Coy (Noddy), poétesse, à Kensington (Londres - Angleterre)
En 1968, il émigre au Canada avec son épouse, et s'installe à Toronto. Ils quittent le Canada en juin 1977 pour retourner en Angleterre, d'abord dans le Sussex, puis à Londres
En septembre 1978, ils s'installent durablement en France à Paris. En 1991, ils s'installent au « domaine de la Hêtraie » à Doudeville puis dans un ancien relais de poste, « La Cour Rabault » dans le Calvados, à La Chapelle-Yvon. Ils reviennent à Paris en décembre 1995.
En 2006, après avoir vendu leur appartement parisien, ils émigrent en Belgique, pour habiter place Louis Morichar à Saint-Gilles.
Il meurt en Provence le 3 juillet 2009.

## Œuvres illustrées
Martin Vaughn-James publie son premier cartoon surréaliste (vignette illustrée) [un homme qui dort, rêvant à… lui-même qui dort !] en page 36 du mensuel canadien Saturday Night du mois de septembre 1968. Il fournira au même mensuel tous les mois des séries de vignettes (de une à huit cases sans texte) jusqu’en août 1980 (illustration en page 48). À partir d’octobre 1969, il publie, pour le même magazine Saturday Night de très nombreuses illustrations pour des articles polémiques : en commençant, en mai 1970, en page 54, par illustrer l’article de Myrna Kostash (en), « Canada’s no place to be a guerrilla ».
À la page 16 du même numéro de mai 1970, le mensuel Saturday Night rend compte, sous une photo de MVJ, de la sortie, aux éditions New Press, pour 3 dollars 50, de sa première « bande dessinée » (pour MVJ, il s’agit d’un « boovie ») intitulée Elephant. Il décrit lui-même Elephant .
Deux pages originales et promotionnelles pour Elephant, dessinées par MVJ, sont publiées dans The Toronto New Paper, du 20 octobre 1970. Deux pages extraites de l’album (pages 17 et 18) sont publiées dans le numéro de novembre 1970 du magazine Other Scenes et quatre autres, en pages 135 à 138, du numéro de juin 1970 du mensuel The Canadian Forum (en). MVJ explique dans ce numéro ce qu’il entend par « boovie » comme style littéraire, « inventé » par lui à l’été 1968.
Dans le numéro de novembre 1970 de Saturday Night, MVJ publie, une courte bande dessinée de trois pages en couleurs et sans paroles, intitulée Polluterman – The final episode in the saga of man’s conquest of his environment !.
En 1971, les éditions Coach House Press de Toronto sortent leur deuxième (réel) « boovie », intitulé The Projector, un récit à la deuxième personne composé de 123 pages. Certains extraits (comme « Scythes in the night » par exemple) seront publiés dans l’anthologie Breakthrough fictionneers, publiée chez Barton en 1973. Et, en 1972, les mêmes éditions Coach House Press sortent son troisième « boovie », intitulé The Park, ouvrage disponible en une série de différents très petits formats de 32 pages.
Par bien des côtés, ces deux derniers « boovies » préfigurent ce qui est devenu son œuvre phare : La Cage, sortie en 1975
À compter de janvier 1971, MVJ collabore avec le mensuel The Canadian Forum, dans lequel il publie tant des illustrations d’articles [par ex. page 343 du numéro de janvier 1971] que ses cartoons surréalistes [par ex. page 383 du numéro de février 1971]. Le numéro de novembre-décembre 1970 contenait déjà, entre ses pages 286 et 287, un encart dépliable de six pages intitulé « Umbrella fruit ». Il y collaborera jusqu’en novembre 1979 (cover).
À compter d’octobre 1971, MVJ fournit des illustrations grand format pour le quotidien Toronto Star : première illustration en page 8 du numéro du 2 octobre 1971 en illustration d’un article de Jack McArthur « Our basic choice : fight US economy or join it ». Dans ces trois journaux, à compter de cette période, ses dessins sont de plus en plus polémiques et réalistes. Il collaborera avec le Toronto Star jusqu’en août 1976 (illustration de l’article de Gerald Utting « Is U.S. reaping benefits of our research ? »)
À compter de novembre 1974, MVJ collabore avec le mensuel Books in Canada – A national review of books : première publication en couverture du volume 3 numéro 7 en illustration d’un article de George Woodcock, « We are what we map ». Il y collaborera jusqu’en septembre 1982 (cover)
En pages 67 à 76 de l’ouvrage de short fictions intitulé The Story so far 3, édité en 1974 par David Young, au milieu de textes de William Burroughs ou de Hubert Selby Jr., MVJ publie The Mole, huit illustrations légendées. Sous sa photo, aux fins de biographie, MVJ  place un descriptif détaillé de son passeport. Aux pages 82 à 84, suit la publication de la nouvelle Diving rédigée par sa femme, Sarah McCoy.
Plus épisodiquement, il réalise d’autres illustrations ponctuelles, ainsi, par exemple, pour les magazines Chimo ou Egg (deux cartoons de six cases en page 3) ; ou une illustration, intitulée Portrait of the boovist as a young portrait, en page 13 du numéro 1 de juin 1970 de Guerilla ; ou des affiches poster pour le journal Dreadnaught (de novembre 1970 numéros 2 – pages 6, 10 et 11) ; ou pour le numéro de Vanguard, de mai 1977, en page 3 : une illustration caricaturale pour l’article « John Robert Colombo – Me, Myself & I – An author’s view of his own work »…
En 1973 et 1974, MVJ réalise les couvertures de deux livres de Leonard Cohen, Flowers for Hitler et The Spide-Box of Earth tous deux édités par Jonathan Cape (Londres)
Du 5 septembre au 12 octobre 1975, MVJ a sa première exposition à l’Art Gallery of Ontario. Elle est intitulée « Image..Word...Sequence » et comprend essentiellement des planches extraites de ses quatre « visuals-novels » : Elephant, The Projector, The Park et The Cage. Lors de l’exposition annuelle de 1975-1976, The Art Directors Club of Toronto lui décerne le prix du mérite.
En 1975, aux éditions The Coach House Press de Toronto (Canada) paraît La Cage – A Visual Novel, son œuvre (illustrée) maîtresse, qui sera rééditée à de nombreuses occasions. Il y est précisé (p. 184) que le livre a été commencé en 1972 à Toronto, complété dans la même ville en février 1974, même si la majeure partie de l’ouvrage a été réalisée à Paris en 1972 et 1973. L’œuvre est dédiée à sa femme Noddy, Trough the arcades indestructible longing casts its dangerous and lovely shadow on the heart.
À compter de janvier 1973 et jusqu’à janvier 1982, MVJ va collaborer à la revue périodique française Minuit des éditions de Minuit, en fournissant des illustrations (d’une à parfois onze pages) pour les numéros 2 (pages 64 à 69), 6 (pages 39 à 42), 8 (pages 48 à 55), 10 (pages 4 à 15), 11 (pages 8 à 11), 13 (9 illustrations), 16 (pages 23 à 26), 17 (pages 53 à 56), 21 (pages 23 à 28), 25 (pages 72 à 75), 26 (pages 48 à 51), 28 (1 illustration), 29 (1 illustration), 30 (1 illustration), 31 (1 illustration), 32 (1 illustration), 33 (pages 40 à 41), 34 (deux illustrations), 35 (1 illustration), 36 (2 illustrations), 38 (1 illustration), 39 (1 illustration), 47 (1 illustration) et 49 (pages 21 à 24).
Toutes ces illustrations seront reproduites par la suite dans Après la bataille, publié en 1982 par l’Atelier de l’Agneau, avec une longue et détaillée préface de Jean-Pierre Vidal, qu’il clôture en ces termes (p. 10) : « Nul n’entre ici s’il ne veut concourir à la production des sens que Vaughn-James, artificier majuscule, fait éclater en tous sens, à toute page, sur chaque image. Avec Vaughn-James. le récit en dessins, le roman ou la nouvelle visuels ou visibles accède enfin à l’âge adulte de l’écriture. Avec Vaughn-James, les fils de Tintin ont enfin rencontré Alain Robbe-Grillet. Qu’est-ce qui pourrait bien, maintenant, les arrêter ? ». Et de nombreuses illustrations seront reproduites dans le numéro 1982/42 spécial, intégralement consacré à Martin Vaughn-James, de Canadian Fiction Magazine. Outre celles-ci, ce numéro contient une longue interview de Martin Vaughn-James par Geoffrey Hancock. Paru en juin 1976 aux éditions The Dreadnaught press (Canada), MVJ réalise la couverture et six illustrations pour le livre de sa femme, Sarah McCoy, intitulé « Lies » (en anglais). Il en fera de même pour ses ouvrages subséquents : « Album » (en anglais) paru en 1983 aux éditions John Calder (Londres) ; et « Ouï-dire » (en français), paru en avril 1986, aux éditions Castor astral/Atelier de l’agneau.
Dans le numéro 4 (sorti au printemps 1976) de Essays on canadian writing (éditeur Jack David), MVJ réalise la couverture et le quatrième de couverture.
Dans The Story So Four, édité par The Coach House Presse en 1976, MVJ sort « The observer » (pages 148 à 153) qui sera repris, dans l’anthologie Ground works, en 2002, en pages 111-116.
En juillet 1977, MVJ réalise « Leçon de choses génériques », sept illustrations pour un texte de Claude Simon, paru dans le numéro 105 de La Nouvelle Critique, en pages 34 à 42. Deux illustrations seront reprises dans Ni les loups ni les chiens, un texte de Anita J. Laulla, paru en 2009 aux éditions Atelier de l’agneau.
MVJ réalise en 1978 la couverture et quatre illustrations pour le texte du Manuscrit trouvé dans une valise de Louis Philippe Hebert, publié aux éditions Quinze.
En avril 1978, pour le numéro 11/1 des Études littéraires, il réalise six illustrations intitulées « Six visions de Maldoror ».
MVJ réalisera encore, pendant la même période, différentes illustrations pour diverses revues : en 1978, « Le Temple », une illustration pour le numéro 16-17 de la revue Obliques ; en 1979, une illustration intitulée « Où sommes-nous » qui sera reprise, en page 4, dans l’ouvrage de Jean-Pierre Vidal, Histoires cruelles et lamentables, paru en 1991 ; des illustrations dans la revue belge 25 (pages 24 et 25 du numéro 27 ; numéro 41 ; numéro 51, page 14) ; des illustrations dans la revue belge La vigie des minuits polaires (cover du numéro 4 ; dans le numéro 5 ; la cover du numéro 7 ; la cover et 6 illustrations dans le numéro 8) ; des illustrations pour la revue française Bas de casse (cover du numéro du 2e trimestre 1981 ; une illustration dans le numéro 4, en page 28, la cover du numéro 5/6) ; en 1982, une illustration, en page 68, du numéro 6 de la revue Jungle ; les 12 illustrations intitulées Boulevards périphériques pour le numéro 1 de la revue Affaires de style (pages 36 à 42), une illustration, en page 61 du numéro 1 et une illustration en page 64 du numéro 3 ; en 1986, une illustration, en page 39, du numéro 5 de la revue française Station blanche de la nuit ; à l’hiver 1986, deux illustrations dans le numéro 19 des Études littéraires, pages 198 et 199.
MVJ réalise en 1980 la couverture, une illustration et 6 vignettes du texte Pièces de Francis Dannemark, édité par lui-même.
En 1982, il réalise avec Jacques Izoard six dessins à l’encre de Chine pour un livre intitulé Axe de l’œil publié aux éditions Atelier de l’Agneau. Le Ministère français de la Culture (Centre national des Arts Plastique) achètera (pour 9 000 F) les six dessins, en octobre 1985, pour les intégrer au Fonds national d'art contemporain.
Il réalise en 1983 la couverture et 12 illustrations pour le roman de Harry Blake, intitulé Meurtres clandestins et publié aux éditions Bas de casse. En 1984, sort aux éditions Futuropolis un ouvrage de 56 pages intitulé L’enquêteur. Il s’agit en fait d’un « remaniement » soigné de dessins réalisés antérieurement et depuis 1975, essentiellement Boulevards périphériques et de From the investigator (publié dans le numéro 42, en pages 112 à 121 de Canadian Fiction Magazine). L’ouvrage sera réédité, dans un autre format, en 2002, par les éditions Les Impressions Nouvelles. Des extraits seront repris dans le numéro 35 de la revue Traverse, en pages 84 et 85 ; ou en couverture de l’ouvrage de Richard Saint-Gelais, Châteaux de pages, paru en 1994 aux éditions Hurtubise (Canada).
En 1985, MVJ réalise la couverture de l’édition anglaise de The Flanders road de Claude Simon. Il en fera de même, en 1987, pour la couverture de The Palace et, en 1989, pour The Georgics. Les trois ouvrages sont publiés aux éditions John Calder (Londres). Il en fera de même pour les illustrations des couvertures de Death on credit (Céline), Journey to the end of the night (Céline) ou Only by Mistake (P.J. Kavanagh).  
Au 2e trimestre 1990, en pages 105 à 130, du numéro 13-14 de la revue française Conséquences, MVJ réalise une œuvre crayonnée intitulée « Chimère », qui préfigure ses premiers tableaux.
Les éditions Collins Publishers (Australie) publient en 1989 son premier roman, intitulé Night train (298 pages). Il en écrira un second, en 1991, intitulé The Tomb of Zwaab, qui sera édité par Collins Publisher (Londres). MVJ en a illustré la couverture. 
En 2007, les éditions Les Impressions Nouvelles sortent Chambres noires (en hommage à Harry Blake). Il ne s’agit en fait que de la reprise et du « dépiautage » des 12 illustrations réalisées par MVJ pour illustrer Meurtres clandestins de Harry Blake, accompagnées de quelques illustrations plus anciennes (publiées par exemple, dans le numéro 42 de Canadian fiction Magazine ou le numéro 3 de Affaires de style).
En avril 2022, la maison d'édition new-yorkaise NYRB réédite en un seul volume réversible les œuvres Elephant et The Projector.

## Œuvres peintes
Dans un article publié en 1994, le critique Guy Gilsoul décrira la « philosophie picturale » de MVJ.

### 1980-1986: Les «machinations»
Avant de passer à la peinture, MVJ réalise, au début des années 1980, trois séries de 7, de 9 et de 8 grands « dessins policiers », à la plume et à la mine négro, avec pour les derniers quelques rares couleurs ; des grands formats assez proches des illustrations réalisées pour la revue Minuit.
Ceux-ci seront essentiellement exposés en 1982, en 1984 et en 1986 à la Galerie d’art contemporain (Paris) puis à l’Autre Musée (Bruxelles), la Librairie La Hune (Paris) et la Librairie Macondo (Bruxelles).

### 1987-1990: Les sphinx (une vingtaine d’œuvres).
En 1988, MVJ expose « le cycle des sphinx », une petite vingtaine de pastels sur papiers colorés en assez petits formats.
On retiendra, de cette époque et de cette série, que MVJ réalisa aussi une « Carte postale de Tyr » [130 x 97] œuvre pour laquelle l’Association Internationale pour la sauvegarde de Tyr lui octroya, le 26 octobre 1987, à l’Institut de France, le prix de l’Association Internationale.

### 1990-1995: Méditations et Vanités (une trentaine d’œuvres).
À compter de 1994, MVJ présente une trentaine d’œuvres qu’il appelle « Méditations » : une série de très grands formats représentant « un nouvel imaginaire de Vanités : crâne de bœuf, meutes de canons, barbelés, baraquements, voies ferrées... », essentiellement influencées par la période de trois années vécues par lui-même, jeune dans les camps pour expatriés en Australie. 
Mais c’est d’abord le travail sur la matière, plus que le sujet, qui frappe dans cette série d’œuvres (parce qu’il préfigure ce qui singularisera tout le travail ultérieur de MVJ) : « Huile et pastels, énergiquement frottés, dilués, coulés, raclés, effacés, repris, accordés, en maigre couleurs, resserrées autour de l’écru de la toile. Noirs, bruns, verts, et jaunes fondus, ocres, beiges, gris bleutés, rarement quelques textures rouges, fantomatiques elles aussi. Toutes sont rongées par l’éclat de blancs ossifiés, chaulés, cotonneux, rehauts des cieux livides qui laissent l’apaisement s’abriter seul dans les ombres des contre-jours et des bordures »
Ce sont ensuite sans doute les œuvres les plus « intimes » de MVJ, placées « entre nostalgie et violence », puisque cette série formalise les trois années passées par MVJ dans les « camps de réfugiés » lors de son arrivée en Australie.

### 1996-1999: Architectures, pyramides et bâtons (environ 80 œuvres).
En 1999, lors de son exposition à la Galerie Océane, à Saint Denis-La Réunion, MVJ expose ses premières œuvres qui sont « du style » de la majorité de ses œuvres et qu’il maintiendra jusqu’à la fin. Benoît Peeters a tourné, en 2002, dans l’atelier de l’artiste, un court métrage sur Vaughn-James, intitulé Création d’un tableau, dans lequel est mis en évidence la parfaite singularité de son travail. Travail que, se reportant au film, Hastaire précise encore dans son livre La Peinture vagabonde – Thématiques qui se clôt sur un hommage à MVJ
Cette exposition à La Réunion valut à MVJ un article dans Le Journal du 12 mars 1999, intitulé « Archéologue de l’image », où, sous des photographies de Frédéric Laï-Yu, il est précisé, quant à ce qui y était « représenté » : « Toute une histoire de mémoires, rapportée avec la rigueur d’un esprit de symétrie. Celle de Vaughn-James vagabonde entre des archives familiales riches d’exils et de lieux tant mythiques qu’exotiques, sans oublier les trésors et les plaies de l’humanité. (…) Avec, toujours, en exergue une sorte de lanterne magique toute symbolique : « La métaphore de l’imagination », explique Vaughn-James en reconnaissant qu’il appréhende beaucoup mieux la réalité par le filtre de la documentation. « Un vieux cliché des Alpes m’inspire plus, comme matière, que les montagnes offertes en direct. Je ne peux rien faire devant la nature mais avec une carte postale de 1900, je suis à pied d’œuvre. Et cette lanterne qui veille figure un projectionniste observateur d’une image dont il est en quelque sorte le créateur mais aussi le voyeur, comme le regard du public... » La machine se dresse avec son optique phallique au pied d’autres décors devant, par exemple, des corps féminins livrés à l’académisme photographique du siècle dernier que l’artiste offre comme une réponse ironique aux grands nus de l’histoire de l’art qu’ont sublimé Ingres ou le Titien…
Un peu plus loin, Martin Vaughn-James livre en de semblables installations des architectures libres d’humains. Des temples de son inspiration où l’art à contempler a remplacé le sacré, les tableaux chassant les icônes, comme pour rappeler que le peintre s’est offert dans son plan de carrière l’histoire des musées imaginaires du siècle dernier. Une piste supplémentaire explorée avec cette angoisse grandissante que la réalité est toujours la plus forte et que seules les certitudes du passé peuvent apaiser l’artiste en création bien plus que toute projection sur l’avenir ».
Dans Arts Actualité magazine, en relation avec l’exposition qui eut lieu à la Galerie Mengin [février 1998], le travail de « technique mixte » sur toutes les œuvres réalisées à compter de cette époque est ainsi décrit : « Pour que cette expérience ait lieu, il ne faut que certaines choses, un matériel somme toute : un plancher, deux ou trois murs bordés de plinthes, du métal, du bois, du plastique, quelques meubles, quelques machines ; il faut aussi du papier, de l’encre, beaucoup d’encre, ou de la mine de plomb. Les gestes seront minutieux, irréprochables pour rendre l’un après l’autre visible chaque élément qui surgit comme par l’effet d’une nécessité fondatrice et irrémédiable. Mais cette nécessité graphique n’a rien de logique ni de psychologique. Au contraire, chaque apparition s’inscrit comme les bribes tangibles d’un texte sans contiguïté ni continuité ».

### 1999: Groupe «Mémoire» - Songe de Guerre et de Paix.
En 1999, il fonde avec Hastaire le groupe « Mémoires » auquel adhéreront des artistes comme Alain Kleinmann, Yuri Kuper, Boris Zaborov ou Lydie Arickx.
En mars 1998, il expose déjà sous le titre « Songe de Guerre et de Paix », en mars 1998, à la Galerie Dewart à Bruxelles : « Une palette de couleurs brune et sépia sert de base à ses peintures acryliques qui traitent, en profondeur, de sujets liés au destin de l’humanité et à l’archéologie. L’homme avec son sceptre en bois représenté dans de nombreux tableaux conduit son destin à travers les tumulte sde l’Histoire, tel le héros du roman de Dostoïevski, entre crime et châtiment. Pour cette exposition, Vaughn-James a fait le choix de développer trois thèmes qui sont centraux dans son œuvre : la fuite et l’exode d’être humains dans des scènes de la guerre 14-18, l’archéologie et les constructions de l’homme à travers, entre autres, le spyramides et les cathédrales et, enfin, les loisirs et la montagne dans les années 30, un troisième volet plus paisible où les couleurs apparaissent douces et légèrement effacées ».    
Lors de l’exposition à la Foire d’art contemporain de Strasbourg, en février 1998, MVJ est intimement associé aux œuvres d’Hastaire.
C’est à cette époque encore que Vaughn-James expose pour la première fois, en décembre 1999, à la Galerie Zédès de Bruxelles, ses œuvres ainsi décrites et, dans L’Écho, sous la plume de Stéphane Rey et sous le titre de « Archéologue de la mémoire ».

### 2001: La patine du temps (plus de 200 œuvres)
En 2001 encore, lors d’une deuxième exposition à la Galerie Zédès à Bruxelles, le critique Guy Gilsoul précise, décrivant les dernières œuvres exposées
Ces mêmes dernières œuvres sont ainsi décrites dans Le Soir, du 21 mars 2001 ou dans le Vif-L’Express, sous la plume de A. Hustache. Evolution confirmée lors de la troisième exposition, en 2003, de Vaughn-James à la Galerie Zedes, toujours sous la plume de A. Hustache et attestée par le critique Thibaut Alex, dans Le Progrès lorsque l’exposition se déplacera à Lyon, Galerie Bachs-Scherer en octobre 2003
En 2002, la même Galerie Zédès avait exposé quatre membres du groupe « Mémoires » : les français Alain Kleinmann et Hastaire, le belge Didier Mahieu et l’anglais Vaughn-James.
On relèvera[Qui ?] encore, parmi les autres nombreuses critiques développées sur l’œuvre, le « coup de cœur » de Danièle Gillemon, publié dans Le Soir et la fin du texte écrit par le critique Jean-Pierre Van Tieghem.
Après son décès, en accompagnement d’une exposition rétrospective d’octobre à décembre 2009, la Galerie Libre Cours de Bruxelles publiera un dernier catalogue intitulé « Itinerary : A long voyage through time », incluant des textes d’hommages rendus par sa femme (Sarah McCoy), sa sœur (Kathleen James), Marc Avelot, Benoît Peeters, Jacques André, Jacqueline Smith et Pablo Avendano.

## Récompenses
Il a été reçu au Canadian Cartoonists Hall of Fame le 8 mai 2010.

## Évocations
- Dans L'enfant penchée, de Schuiten - Peeters, Éditions Casterman 1996[20] (5 éditions). Augustin Desombres, le peintre de la bande dessinée, qui apparaît aussi en photo à partir de la page 15, est Martin Vaughn-James. Par ailleurs, l'œuvre peinte par l'artiste dans les premières pages est une peinture véritable de Martin Vaughn-James appelée Stonehenge et peinte en 1996 - format 120x120.
- Dans Le Guide des Cités, de Schuiten - Peeters, de la série Les Cités obscures, 1996[21]. Prix spécial du jury des prix Max et Moritz en 1998. La photo d'Augustin Desombres en page 140 représente Martin Vaughn-James.
- Dans le Petit traité de désinvolture de Denis Grozdanovitch, éditions José Corti, 2002 ; Seuil Points, 2005[22]. Le couple d'Anglais évoqué de la page 101 à la page 109 est constitué de Martin Vaughn-James et de son épouse, Sarah Mac Coy, poétesse.

## Expositions
- 1975 - Image, Word, Sequence - Art Gallery of Ontario, Toronto
- 1976 - Gallery Cocorocchia, Toronto
- 1982 - Galerie Art Contemporain, Paris
- 1983 - Château Soubira, Dammarie-les-Lys (avec Véronique Motte)
- 1984 - Librairie Macondo, Bruxelles
- 1984 - Librairie La Hune, Paris
- 1984 - L'Autre Musée, Bruxelles
- 1984 - Galerie Art Contemporain, Paris
- 1985 - Zebra One Gallery, Londres
- 1986 - Galerie Art Contemporain, Paris
- 1986 - Librairie Traverses, Bruxelles.
- 1986 - Librairie Centre Georges Pompidou, Paris
- 1988 - L'Autre Musée, Bruxelles
- 1994 - L'Autre Musée, Bruxelles
- 1995 - Espace La Griffe, Liège
- 1996 - Förderkreis zeitgenössischer Kunst Kreis Euskirchen, Euskirchen, Allemagne
- 1997 - Loft Galerie Wiegers, Cologne
- 1997 - Galerie Langlet, Paris
- 1998 - Galerie Seidel, Cologne
- 1998 - Galerie Dewart, Bruxelles
- 1999 - Zedes Gallery, Bruxelles
- 1999 - La Muse Hardie, Villiers-deux-Eglises (avec Jean-Claude Saudoyez)
- 1999 - Galerie Seidel, Cologne (Avec Didier Mahieu)
- 1999 - Labo Art VZW, Eke. Galerie Ocane, St Denis (La Réunion)
- 2000 - Galerie Seidel, Cologne (avec Boris Minkovsky[23])
- 2001 - Zedes Gallery, Bruxelles
- 2001 - Atelier Arcane, Bruxelles
- 2004 - Centre National de la Bande Dessinée et de l'Image, Angoulème
- 2004 - Galerie Eric de Monbel, Paris
- 2005 - Centre culturel Simone Signoret, Chateau-Arnoux
- 2005 - Galerie Meyer-Le Bihan, 75003 Paris - du 12 mai au 2 juillet[24]
- 2006 - Zedes Gallery, Bruxelles
- 2006 - Drapages Art Gallery, Bruxelles
- 2006 - L'Embarcadre, Centre culturel de Montceau
- 2007 - Fondation Taylor, Paris (avec Enrique Magana)
- 2007 - Maison Autrique[25], Bruxelles - du 8 mars au 28 mai
- 2008 - Galerie Libre Cours, Bruxelles
- 2009 - Galerie Libre Cours, Bruxelles - Exposition rétrospective